# ديفيد تشو (مخرج)
ديفيد تشو (هانغل: 조성규) هو مخرج منفذ وكاتب سيناريو ومنتج أفلام ومخرج كوري الجنوبي، ولد في 3 مارس 1969 في كوريا الجنوبية.

## وصلات خارجية
- ديفيد تشو على موقع IMDb (الإنجليزية)
- ديفيد تشو على موقع IMDb (الإنجليزية)
- ديفيد تشو على موقع IMDb (الإنجليزية)
- ديفيد تشو على موقع قاعدة بيانات الفيلم (الإنجليزية)